# Feldkirchen (distrikt)
Feldkirchen är ett distrikt i Kärnten i Österrike och består av följande kommuner:

Kommunerna i distriktet Feldkirchen

- Albeck
- Feldkirchen in Kärnten
- Glanegg
- Gnesau
- Himmelberg
- Ossiach
- Reichenau
- Sankt Urban
- Steindorf am Ossiacher See
- Steuerberg